# Krivača (Golubac)
Pour les articles homonymes, voir Krivača.
Krivača (en serbe cyrillique : Кривача) est un village de Serbie situé dans la municipalité de Golubac, district de Braničevo. Au recensement de 2011, il comptait 357 habitants.

## Démographie

### Évolution historique de la population
| 1948 | 1953 | 1961 | 1971 | 1981 | 1991 | 2002 | 2011 |
| ---- | ---- | ---- | ---- | ---- | ---- | ---- | ---- |
| 741  | 738  | 741  | 705  | 673  | 647  | 429  | 357  |

|  |